# Giải bóng đá trong nhà vô địch quốc gia Thái Lan
Giải bóng đá trong nhà Thái Lan (tiếng Thái: ฟุตซอล ไทยแลนด์ลีก) là giải đấu cao nhất dành cho các câu lạc bộ bóng đá trong nhà ở Thái Lan. Nó được tài trợ bởi AIS và được hiểu là AIS Futsal Thailand League.

## Các câu lạc bộ
Mùa giải 2016 có 14 đội
- Bangkok BTS
- CAT
- Chonburi Blue Wave
- Highway Department
- Kasem Bundit
- Nakhon Ratchasima
- Nonthaburi
- North Eastern-Khonkaen
- Port
- Rajnavy
- Samut Sakhon
- Surat Thani
- Thai-Tech

## Lịch sử các nhà vô địch
| Mùa giải | Nhà vô địch        | Á quân             | Đội hạng ba              |
| -------- | ------------------ | ------------------ | ------------------------ |
| 2023     | Hongyen Thakam     | Black Pearl United | Chonburi Blue Wave       |
| 2022     | Thai Port          | Hongyen Thakam     | Black Pearl United       |
| 2021–22  | Chonburi Blue Wave | Hongyen Thakam     | Bangkok BTS              |
| 2020     | Chonburi Blue Wave | Thai Port          | CAT Telecom              |
| 2019     | Thai Port          | Chonburi Blue Wave | Surat Thani              |
| 2018     | Thai Port          | Chonburi Blue Wave | Surat Thani              |
| 2017     | Chonburi Blue Wave | Thai Port          | Bangkok BTS              |
| 2016     | Chonburi Blue Wave | Thai Port          | Bangkok BTS              |
| 2015     | Chonburi Blue Wave | Bangkok BTS        | Thai Port                |
| 2014     | Chonburi Blue Wave | Thai Port          | Rajnavy                  |
| 2012–13  | Chonburi Blue Wave | Thai Port          | Sripatum Sunlite Sisaket |
| 2011–12  | Chonburi Blue Wave | Lampang United     | Thai Port                |
| 2010     | Chonburi Blue Wave | Thai Port          | CAT Telecom              |
| 2009     | Chonburi Blue Wave | CAT Telecom        | I Am Sport               |
| 2007     | Thai Port          | Chonburi Blue Wave | CAT Telecom              |
| 2006     | Chonburi Blue Wave | TOT                | I Am Sport               |